# Sekiwake
Sekiwake (jap. 関脇 sekiwake) – trzecia pod względem ważności ranga w grupie san'yaku, profesjonalnych zapasów japońskich sumō. 
Ranga sekiwake przyznawana jest zapaśnikom rangi niższej komusubi, którzy osiągnęli odpowiednio dodatni bilans walk w turnieju (zazwyczaj co najmniej 10 wygranych i 5 porażek) lub obniżana zawodnikom wyższej rangi ōzeki, którzy uzyskali ujemny bilans walk. Rangę sekiwake można stracić w przypadku nawet najmniejszego ujemnego bilansu walk w turnieju. Rangę sekiwake zawsze posiada co najmniej dwóch, a maksymalnie czterech zawodników jednocześnie.